# Михаил Юревич Герман
Михаил Юревич Герман е съветски и руски историк и писател на произведения в жанра биография и книги за историята на изкуството.

## Биография и творчество
Михаил Герман е роден на 23 февруари 1933 г. в Ленинград, СССР. Син на писателя Юрий Герман и брат на режисьора Алексей Герман.
Завършва през 1957 г. история и теория на изкуството в Института по живопис, скулптура и архитектура „Репин“ в Ленинград. В продължение на около 30 години работи в Държавния руски музей в катедрата на най-новите тенденции. Член на Академията за хуманитарни науки, член на Международната асоциация на художествените критици, на Международния ПЕН клуб и Международния съвет на музеите.
Написал е повече от 50 книги за различни художници, проблемите на историята и съвременното изкуство. Чете лекции във Франция, Полша и България.
Удостоен е с наградите „Царско село“ и „Невски проспект“.
Михаил Герман умира на 7 май 2018 г. в Санкт Петербург, Русия.

## Произведения
- Ю. Подляский (1959)
- Домье (1962)
- Давид (1964)
- На семи холмах (1965) – със Селецкий Б. П. и Суздальский Ю. П.
- Хогарт (1971)
- Гравюры на дереве (1972) – с Леонид Семёнович Хижинский.
- Антверпен. Гент. Брюгге (1974)
- Уильям Хогарт и его время (1977)
- Антуан Ватто (1980)
Антоан Вато, изд.: „Български художник“, София (1983), прев. Маргарита Савова
- Сердцем слушая революцию... Искусство первых лет Октября (1985)
- Искусство Советского Союза. Альбом (1985) – с Евсей Моисеенко
- Михаил Врубель. Альбом (1989)
- Ханс Мемлинг (1994)
- Альбер Марке. 1875 – 1947 (1996)
- Василий Кандинский (1999)
- Пространство Стерлигова (2001) – с Гуревич Л. Я., Карасик И. Н.
- Школа Сидлина (2001)
- Завен Аршакуни (2001)
- Сложное прошедшее (2002)
- Александр Батурин (2002)
- Елена Фигурина (2003) – с Кушнир И. А.
- Парижская школа (2003)
- Валентин Левитин. Жанна Бровина (2004) – с Андреева Е., Постолова Н.
- Импрессионисты: судьбы, искусство, время (2004)
- Вячеслав Михайлов. Живопись. Рисунок (2005)
- Marc Chagall (2005)
- В поисках Парижа, или Вечное возвращение (2005)
- Импрессионизм и русская живопись (2005)
- Юрий Жарких (2008)
- Импрессионизм. Основоположники и последователи (2008)
- Модернизм. Искусство первой половины XX века (2008)
- Хаим Сутин (2009)
- Пикассо. Путь к триумфу (2013)
- Об искусстве и искусствознании (2014)